# Robert Algie
Robert Algie – nowozelandzki zapaśnik walczący w stylu wolnym. Zajął dwunaste miejsce na mistrzostwach świata w 1987. Wicemistrz igrzysk Wspólnoty Narodów w 1986. Wicemistrz Wspólnoty Narodów w 1985, a trzeci w 1987. Mistrz Oceanii w 1986.